# Аксёново (Уренский район)
Аксёново — опустевшая деревня в составе Семёновского сельсовета Уренского района Нижегородской области.

## География
Расстояние до районного центра Урень 18 км.
Расстояние до областного центра Нижний Новгород 149 км.

## Население
| 2002 | 2010 |
| ---- | ---- |
| 10   | ↘0   |